# Macastre
Macastre é um município da Espanha, na província de Valência, Comunidade Valenciana. Tem 37,66 km² de área e em 2021 tinha 1 338 habitantes (densidade: 35,5 hab./km²). Pertence à comarca de Hoya de Buñol e limita com os municípios de Alborache, Buñol, Dos Aguas e Yátova.